# La Boissière-sur-Èvre
La Boissière-sur-Èvre korábbi község Franciaország Loire mente régiójában, Maine-et-Loire megyében. 2015. december 15-én tíz másik korábbi községgel egyesült és Montrevault-sur-Èvre új község része lett.
Lakosainak száma 441 fő (2018. január 1.). La Boissière-sur-Èvre Bouzillé, La Chapelle-Saint-Florent, Le Fuilet, Saint-Pierre-Montlimart és Saint-Rémy-en-Mauges községekkel határos.

## Népesség
A település népességének változása:
| Lakosok száma | 410  | 420  | 321  | 365  | 367  | 407  | 423  | 420  | 423  | 441  |
|               | 1962 | 1968 | 1982 | 1990 | 1999 | 2008 | 2011 | 2013 | 2017 | 2018 |